# Biflustra reticulata
Biflustra reticulata är en mossdjursart som beskrevs av Tilbrook, Hayward och Gordon 200. Biflustra reticulata ingår i släktet Biflustra och familjen Membraniporidae. Inga underarter finns listade i Catalogue of Life.